# Nationale Universiteit Chengchi
De Nationale Universiteit Chengchi (Chinees:國立政治大學) is een publieke onderzoeksuniversiteit, gevestigd in Taipei, Taiwan. De universiteit werd op 20 mei 1927 opgericht in Nanjing en werd na de Chinese Burgeroorlog in 1954 heropgericht op het eiland.
In de QS World University Rankings van 2020 staat de Nationale Universiteit Chengchi wereldwijd op een 551-560ste plaats, waarmee het de 12e Taiwanese universiteit op de ranglijst is.